# چاقوی شکاری

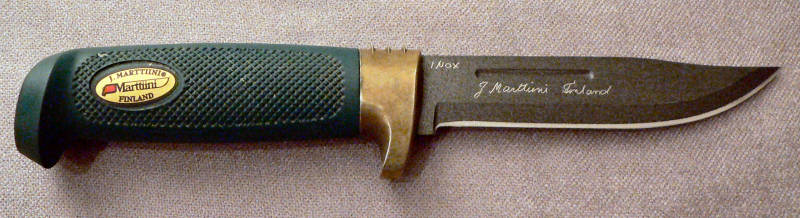
چاقوی شکاری فنلاندی

چاقوی شکاری به انواع چاقوهایی گفته می‌شود که شکارچی‌ها به‌کار می‌برند. چاقوی شکاری برای شکارکردن نیست و پس از شکار، برای پوست‌کندن و جداکردن گوشت شکار به‌کار می‌رود.
چاقوی شکاری معمولاً یک لبهٔ تیز دارد، و قوسی که نزدیک به نوک تیغه دارد، آن را برای پوست‌کندن مناسب می‌سازد.